# Liste des monuments historiques de Rennes
Cette liste contient les objets immobiliers et mobiliers de la ville de Rennes classés ou inscrits aux monuments historiques.
Le centre dispose d’un secteur sauvegardé créé en 1966 par un plan de sauvegarde et de mise en valeur et approuvé par le décret du 19 septembre 1985 et d’une surface de 33 ha. Il s’étend sur le « cœur historique » de Rennes et correspond globalement à la partie au nord de la Vilaine du quartier Centre.

## Statistiques
En 2014, Rennes compte 90 édifices comportant au moins une protection au titre des monuments historiques, soit 16 % des 529 monuments historiques du département d’Ille-et-Vilaine. Rennes est la 26e ville française comptant le plus de monuments historiques.
Le graphique suivant résume la chronologie des 94 actes de protection par décennies depuis 1880 :
Le pic de protections à Rennes se situe en 1960 alors que pour la France entière, le pic se situe en 1920.
Il existe également trois protections au titre des sites naturels :
- les parcelles située 6-8 de la rue Saint-Martin  Site classé (22 janvier 1968), correspondant au parc des Tanneurs et aux environs
- rue du Chapitre, rue de Montfort et place du Calvaire : les façades  Site classé (13 avril 1962) et le sol  Site inscrit (13 avril 1962)

## Immobilier
Selon la base Mérimée, il y a 90 MH à Rennes. Le 2 passage des Carmélites, bien que présent en tant que MH sur la base Mérimée est détruit,.
| Monument                                                                 | Adresse                                              | Coordonnées                        | Notice         | Protection                                                                                  | Date                                        | Illustration |
| ------------------------------------------------------------------------ | ---------------------------------------------------- | ---------------------------------- | -------------- | ------------------------------------------------------------------------------------------- | ------------------------------------------- | --- |
| Tour Duchesne                                                            | 10 rue Nantaise                                      | 48° 06′ 40″ nord, 1° 41′ 07″ ouest | « PA00090755 » | inscription                                                                                 | 13 mars 1944                                | Tour Duchesne |
| Porte mordelaise                                                         | 3, 8 rue des Portes-Mordelaises                      | 48° 06′ 43″ nord, 1° 41′ 05″ ouest | « PA00090753 » | inscription                                                                                 | 11 juin 1926                                | Porte mordelaise |
| Palais Saint-Georges (ancienne abbaye Saint-Georges)                     | 2 rue Gambetta                                       | 48° 06′ 42″ nord, 1° 40′ 26″ ouest | « PA00090671 » | inscription                                                                                 | 22 mars 1930                                | Palais Saint-Georges (ancienne abbaye Saint-Georges) |
| Palais Saint-Melaine (ancien archevêché - ancienne abbaye Saint-Melaine) | Place Saint-Melaine                                  | 48° 06′ 55″ nord, 1° 40′ 26″ ouest | « PA00090672 » | classement                                                                                  | 21 août 1959 2013                           | Palais Saint-Melaine (ancien archevêché - ancienne abbaye Saint-Melaine) |
| Basilique Saint-Sauveur                                                  | rue Saint-Sauveur                                    | 48° 06′ 42″ nord, 1° 40′ 54″ ouest | « PA00090673 » | inscription                                                                                 | 2 mars 1942                                 | Basilique Saint-Sauveur |
| Caserne du Bon Pasteur                                                   | 5 rue Martenot                                       | 48° 06′ 47″ nord, 1° 40′ 27″ ouest | « PA00090674 » | inscription                                                                                 | 29 avril 1971                               | Caserne du Bon Pasteur |
| Cathédrale Saint-Pierre                                                  | rue de la Monnaie                                    | 48° 06′ 41″ nord, 1° 41′ 00″ ouest | « PA00090675 » | classement                                                                                  | 30 octobre 1906                             | Cathédrale Saint-Pierre |
| Chapelle Saint-Yves                                                      | 11 rue Saint-Yves rue Le Bouteiller                  | 48° 06′ 38″ nord, 1° 40′ 59″ ouest | « PA00090676 » | classement                                                                                  | 10 mars 1945                                | Chapelle Saint-Yves |
| Couvent de Bonne-Nouvelle                                                | 4 rue d’Échange                                      | 48° 06′ 56″ nord, 1° 40′ 54″ ouest | « PA00090677 » | classement                                                                                  | 14 mai 1991                                 | Couvent de Bonne-Nouvelle |
| Couvent des Calvairiennes de Saint-Cyr                                   | 53 rue Papu                                          | 48° 06′ 39″ nord, 1° 41′ 51″ ouest | « PA00090678 » | inscription                                                                                 | 8 juillet 1986                              | Couvent des Calvairiennes de Saint-Cyr |
| Église Notre-Dame-en-Saint-Melaine                                       | place Saint-Melaine                                  | 48° 06′ 53″ nord, 1° 40′ 23″ ouest | « PA00090679 » | inscription                                                                                 | 14 octobre 1926                             | Église Notre-Dame-en-Saint-Melaine |
| Théâtre du Vieux Saint-Étienne, anciennement église Saint-Étienne        | 14 rue de Dinan rue d’Échange                        | 48° 06′ 56″ nord, 1° 41′ 02″ ouest | « PA00090680 » | inscription                                                                                 | 9 novembre 1926                             | Théâtre du Vieux Saint-Étienne, anciennement église Saint-Étienne |
| Église Saint-Étienne                                                     | 8 carrefour Jouaust                                  | 48° 06′ 45″ nord, 1° 41′ 09″ ouest | « PA00090681 » | inscription                                                                                 | 1er février 1978                            | Église Saint-Étienne |
| Église Saint-Germain                                                     | rue du Vau-Saint-Germain                             | 48° 06′ 40″ nord, 1° 40′ 38″ ouest | « PA00090682 » | classement                                                                                  | 22 septembre 1914                           | Église Saint-Germain |
| Église Sainte-Thérèse-de-l'Enfant-Jésus                                  | Place Hyacinthe-Perrin                               | 48° 05′ 43″ nord, 1° 40′ 03″ ouest | « PA35000071 » | inscription                                                                                 | 6 mai 2015,                                 | Église Sainte-Thérèse-de-l'Enfant-Jésus |
| Église Toussaints                                                        | rue Capitaine Alfred Dreyfus                         | 48° 06′ 33″ nord, 1° 40′ 34″ ouest | « PA00090683 » | classement                                                                                  | 16 août 1922                                | Église Toussaints |
| Halles Martenot                                                          | place des Lices                                      | 48° 06′ 45″ nord, 1° 41′ 01″ ouest | « PA00090684 » | classement                                                                                  | 13 août 1990                                | Halles Martenot |
| Hospice Saint-Mélaine                                                    | 2 place Saint-Melaine                                | 48° 06′ 53″ nord, 1° 40′ 23″ ouest | « PA00090685 » | classement                                                                                  | 17 juillet 1908                             | Hospice Saint-Mélaine |
| Hôtel de Blossac                                                         | 6 rue du Chapitre                                    | 48° 06′ 41″ nord, 1° 40′ 56″ ouest | « PA00090686 » | classement                                                                                  | 27 décembre 1947                            | Hôtel de Blossac |
| Hôtel de Châteaugiron                                                    | 10,12 rue de Corbin                                  | 48° 06′ 40″ nord, 1° 40′ 31″ ouest | « PA00090687 » | inscription                                                                                 | 18 janvier 1967                             | Hôtel de ChâteaugironHôtel de Boisgeffroi, Hôtel de Corbin, actuel hôtel de commandement de la région nord-ouest |
| Hôtel du Bouexic de Pinieuc                                              | 22 rue de la Monnaie                                 | 48° 06′ 42″ nord, 1° 41′ 05″ ouest | « PA00090688 » | inscription                                                                                 | 11 juillet 1942                             | Hôtel du Bouexic de Pinieuc |
| Hôtel de Bretagne                                                        | 9 place Sainte-Anne                                  | 48° 06′ 50″ nord, 1° 40′ 49″ ouest | « PA00090689 » | inscription                                                                                 | 9 octobre 1962                              | Hôtel de Bretagne |
| Hôtel de Cintré                                                          | 2 rue Saint-Guillaume                                | 48° 06′ 43″ nord, 1° 40′ 58″ ouest | « PA00090691 » | inscription                                                                                 | 4 juillet 1942                              | Hôtel de Cintré |
| Hôtel de Courcy, actuel conseil régional de Bretagne (1983)              | 9 rue Martenot                                       | 48° 06′ 46″ nord, 1° 40′ 23″ ouest | « PA00090692 » | inscription                                                                                 | 19 décembre 1973                            | Hôtel de Courcy, actuel conseil régional de Bretagne (1983) |
| Hôtel de Cuillé                                                          | 2 contour de la Motte                                | 48° 06′ 46″ nord, 1° 40′ 31″ ouest | « PA00090693 » | classement (intérieur, partiellement) inscription (façades et toitures, intérieur, clôture) | 5 décembre 1973 8 octobre 2021              | Hôtel de Cuillé |
| Hôtel de Ferron                                                          | 34 rue Saint-Georges rue du docteur Regnault         | 48° 06′ 42″ nord, 1° 40′ 33″ ouest | « PA00090694 » | inscription                                                                                 | 28 juin 1967                                | Hôtel de Ferron |
| Hôtel Bonin de la Villebouquais Ancien Hôtel du Halgouët                 | 8 rue du Docteur-Regnault 9 rue Gambetta             | 48° 06′ 42″ nord, 1° 40′ 31″ ouest | « PA00090695 » | inscription                                                                                 | 20 décembre 1966                            | Hôtel Bonin de la VillebouquaisAncien Hôtel du Halgouët |
| Hôtel Lagonidec ou Maison du Coin                                        | 1 rue de la Psalette                                 | 48° 06′ 40″ nord, 1° 41′ 00″ ouest | « PA00090696 » | inscription                                                                                 | 15 décembre 1926                            | Hôtel Lagonidec ou Maison du Coin |
| Hôtel de la Louvre ou de la Noue                                         | 26 place des Lices 21 rue Saint-Louis                | 48° 06′ 48″ nord, 1° 41′ 00″ ouest | « PA00090697 » | classement                                                                                  | 22 octobre 1962                             | Hôtel de la Louvre ou de la Noue |
| Hôtel du Molant                                                          | 34 place des Lices 6 rue de Juillet                  | 48° 06′ 46″ nord, 1° 41′ 05″ ouest | « PA00090698 » | inscription                                                                                 | 14 mars 1963                                | Hôtel du Molant |
| Hôtel de la Moussaye                                                     | 3 rue Saint-Georges                                  | 48° 06′ 43″ nord, 1° 40′ 37″ ouest | « PA00090699 » | inscription classement partiel inscription partielle                                        | 8 mai 1933 1er octobre 1962 3 décembre 1993 | Hôtel de la Moussaye |
| Palais du Parlement de Bretagne                                          | place du Parlement-de-Bretagne                       | 48° 06′ 46″ nord, 1° 40′ 40″ ouest | « PA00090751 » | classement                                                                                  | 26 décembre 1883                            | Palais du Parlement de Bretagne |
| Place du Parlement-de-Bretagne                                           | place du Parlement-de-Bretagne                       | 48° 06′ 43″ nord, 1° 40′ 40″ ouest | « PA00090752 » | classement                                                                                  | 29 octobre 1942                             | Place du Parlement-de-Bretagne |
| Hôtel Montbourcher                                                       | 30 place des Lices 25 rue Saint Louis                | 48° 06′ 47″ nord, 1° 41′ 03″ ouest | « PA00090701 » | classement                                                                                  | 28 avril 1964                               | Hôtel Montbourcher |
| Hôtel de Robien                                                          | 17 rue Le Bastard 22 rue du Champ-Jacquet            | 48° 06′ 49″ nord, 1° 40′ 46″ ouest | « PA00090702 » | classement                                                                                  | 1er juin 1965                               | Hôtel de Robien |
| Mairie de Rennes                                                         | place de la Mairie rue de l’Horloge                  | 48° 06′ 41″ nord, 1° 40′ 48″ ouest | « PA00090703 » | inscription classement partiel                                                              | 13 septembre 1940 12 mars 1962 23 août 1963 | Mairie de Rennes |
| Immeuble Poirier                                                         | 7 avenue Janvier                                     | 48° 06′ 33″ nord, 1° 40′ 25″ ouest | « PA35000061 » | inscription                                                                                 | 10 décembre 2014,                           | Image manquante Téléverser |
| Immeuble                                                                 | 1 rue de Corbin                                      | 48° 06′ 40″ nord, 1° 40′ 34″ ouest | « PA00090705 » | inscription                                                                                 | 18 janvier 1967                             | Immeuble |
| Immeuble                                                                 | 3 rue de Corbin                                      | 48° 06′ 40″ nord, 1° 40′ 32″ ouest | « PA00090706 » | inscription                                                                                 | 18 janvier 1967                             | Immeuble |
| Immeuble                                                                 | 2 rue Hoche 1 rue Victor-Hugo                        | 48° 06′ 45″ nord, 1° 40′ 38″ ouest | « PA00090707 » | classement                                                                                  | 29 octobre 1942                             | Immeuble |
| Hôtel de Mucé                                                            | 2 rue Saint-Georges 4 place du Parlement-de-Bretagne | 48° 06′ 42″ nord, 1° 40′ 38″ ouest | « PA00090723 » | classement                                                                                  | 24 novembre 1959                            | Hôtel de Mucé |
| Hôtel de Mucé                                                            | 4 place du Parlement-de-Bretagne 2 rue Saint-Georges | 48° 06′ 42″ nord, 1° 40′ 38″ ouest | « PA00090700 » | classement                                                                                  | 6 novembre 1959                             | Hôtel de MucéCet hôtel possède deux fiches : Notice no PA00090700 et Notice no PA00090723 pour le même bâtiment mais pour deux parcelles cadastrales différentes et limitrophes : B 864 et B 866 (ancienne dénomination) BE 426 et BE 427 (nouvelle dénomination). |
| Immeuble                                                                 | 1 place du Parlement-de-Bretagne                     | 48° 06′ 42″ nord, 1° 40′ 42″ ouest | « PA00090708 » | classement                                                                                  | 6 novembre 1959                             | Immeuble |
| Immeuble                                                                 | 2 place du Parlement-de-Bretagne rue Édith-Cavell    | 48° 06′ 42″ nord, 1° 40′ 41″ ouest | « PA00090709 » | classement                                                                                  | 6 novembre 1959                             | Immeuble |
| Immeuble, actuellement bijouterie Prieur                                 | 3 place du Parlement-de-Bretagne                     | 48° 06′ 42″ nord, 1° 40′ 40″ ouest | « PA00090710 » | classement                                                                                  | 6 novembre 1959                             | Immeuble, actuellement bijouterie Prieur |
| Immeuble                                                                 | 5 place du Parlement-de-Bretagne 1 rue Saint-Georges | 48° 06′ 43″ nord, 1° 40′ 38″ ouest | « PA00090711 » | classement                                                                                  | 6 novembre 1959                             | Immeuble |
| Immeuble                                                                 | 6 place du Parlement-de-Bretagne                     | 48° 06′ 43″ nord, 1° 40′ 38″ ouest | « PA00090712 » | classement                                                                                  | 6 novembre 1959                             | Immeuble |
| Immeuble                                                                 | 7 place du Parlement-de-Bretagne                     | 48° 06′ 44″ nord, 1° 40′ 38″ ouest | « PA00090713 » | classement                                                                                  | 6 novembre 1959                             | Immeuble |
| Immeuble                                                                 | 8 place du Parlement-de-Bretagne 2 rue Victor-Hugo   | 48° 06′ 45″ nord, 1° 40′ 38″ ouest | « PA00090714 » | classement                                                                                  | 6 novembre 1959                             | Immeuble |
| Immeuble                                                                 | 9 place du Parlement-de-Bretagne 10 rue Nationale    | 48° 06′ 45″ nord, 1° 40′ 42″ ouest | « PA00090715 » | classement                                                                                  | 6 novembre 1959                             | Immeuble |
| Immeuble                                                                 | 10 place du Parlement-de-Bretagne                    | 48° 06′ 44″ nord, 1° 40′ 42″ ouest | « PA00090716 » | classement                                                                                  | 6 novembre 1959                             | Immeuble |
| Immeuble                                                                 | 11 place du Parlement-de-Bretagne                    | 48° 06′ 43″ nord, 1° 40′ 42″ ouest | « PA00090717 » | classement                                                                                  | 6 novembre 1959                             | Immeuble |
| Immeuble                                                                 | 12 place du Parlement-de-Bretagne 3 rue de Brilhac   | 48° 06′ 42″ nord, 1° 40′ 42″ ouest | « PA00090718 » | classement                                                                                  | 24 novembre 1959                            | Immeuble |
| Immeuble                                                                 | 8 rue Édith Cavell                                   | 48° 06′ 42″ nord, 1° 40′ 42″ ouest | « PA00090719 » | classement                                                                                  | 24 novembre 1959                            | Immeuble |
| Immeuble                                                                 | 1 rue Salomon-de-Brosse 9 rue Nationale              | 48° 06′ 45″ nord, 1° 40′ 42″ ouest | « PA00090732 » | classement                                                                                  | 29 octobre 1942                             | Immeuble |
| Immeuble                                                                 | 4-6 rue de la Psalette                               | 48° 06′ 41″ nord, 1° 40′ 58″ ouest | « PA00090720 » | inscription                                                                                 | 4 juillet 1942                              | Immeuble |
| Immeuble                                                                 | 10-12 rue de la Psalette                             | 48° 06′ 41″ nord, 1° 40′ 58″ ouest | « PA00090721 » | inscription                                                                                 | 4 juillet 1942                              | Immeuble |
| Maison de la Prévôté                                                     | 14 rue de la Psalette                                | 48° 06′ 42″ nord, 1° 40′ 58″ ouest | « PA00090722 » | inscription                                                                                 | 4 juillet 1942                              | Maison de la Prévôté |
| Immeuble, librairie Le Failler                                           | 8 rue Saint-Georges                                  | 48° 06′ 42″ nord, 1° 40′ 37″ ouest | « PA00090726 » | inscription                                                                                 | 21 août 1967                                | Immeuble, librairie Le Failler |
| Immeuble, librairie Le Failler                                           | 10 rue Saint-Georges                                 | 48° 06′ 42″ nord, 1° 40′ 37″ ouest | « PA00090727 » | inscription                                                                                 | 2 août 1967                                 | Immeuble, librairie Le Failler |
| Immeuble, librairie Le Failler                                           | 12 rue Saint-Georges                                 | 48° 06′ 42″ nord, 1° 40′ 37″ ouest | « PA00090728 » | inscription                                                                                 | 21 août 1967                                | Immeuble, librairie Le Failler |
| Immeuble, librairie Le Failler                                           | 14 rue Saint-Georges 3 rue de Derval                 | 48° 06′ 42″ nord, 1° 40′ 36″ ouest | « PA00090730 » | inscription                                                                                 | 28 juin 1967                                | Immeuble, librairie Le Failler |
| Petit hôtel de Chalain                                                   | 13 rue Saint-Georges                                 | 48° 06′ 42″ nord, 1° 40′ 36″ ouest | « PA00090729 » | inscription                                                                                 | 18 janvier 1967                             | Petit hôtel de Chalain |
| Grand hôtel de Chalain                                                   | 15 rue Saint-Georges                                 | 48° 06′ 43″ nord, 1° 40′ 35″ ouest | « PA00090690 » | inscription                                                                                 | 18 janvier 1967                             | Grand hôtel de Chalain |
| Immeuble                                                                 | 23 rue Saint-Georges                                 | 48° 06′ 43″ nord, 1° 40′ 33″ ouest | « PA00090731 » | inscription                                                                                 | 18 janvier 1967                             | Immeuble |
| Immeuble                                                                 | 26 rue Saint-Georges                                 | 48° 06′ 42″ nord, 1° 40′ 34″ ouest | « PA00090724 » | inscription                                                                                 | 18 janvier 1967                             | Immeuble |
| Immeuble                                                                 | 28-30 rue Saint-Georges                              | 48° 06′ 42″ nord, 1° 40′ 34″ ouest | « PA35000063 » | inscription                                                                                 | 4 mars 2014,                                | Immeuble |
| Immeuble                                                                 | 32 rue Saint-Georges                                 | 48° 06′ 43″ nord, 1° 40′ 35″ ouest | « PA00090725 » | inscription                                                                                 | 18 janvier 1967                             | Immeuble |
| Maison Novello                                                           | 54 mail François Mitterrand                          | 48° 06′ 34″ nord, 1° 41′ 30″ ouest | « PA35000084 » | inscription                                                                                 | 27 mars 2018                                | Maison Novello |
| Maison                                                                   | 21 allée Coysevox                                    | 48° 06′ 59″ nord, 1° 40′ 57″ ouest | « PA35000083 » | inscription                                                                                 | 27 mars 2018                                | Maison |
| Maison                                                                   | 22 rue du Chapitre rue de la Psalette                | 48° 06′ 53″ nord, 1° 40′ 23″ ouest | « PA00090733 » | inscription                                                                                 | 4 juillet 1942                              | Maison |
| Maison du XVe siècle                                                     | 1 rue Derval                                         | 48° 06′ 53″ nord, 1° 40′ 23″ ouest | « PA00090734 » | inscription                                                                                 | 21 décembre 1965                            | Maison du XVe siècle |
| Maison des Filles de la Charité                                          | 1 rue du Griffon rue Georges-Dottin                  | 48° 06′ 40″ nord, 1° 41′ 00″ ouest | « PA00090735 » | inscription                                                                                 | 16 juin 1965                                | Maison des Filles de la Charité |
| Maison de la Chouette                                                    | 7 rue du Griffon 12 rue des Dames                    | 48° 06′ 40″ nord, 1° 41′ 02″ ouest | « PA00090736 » | inscription                                                                                 | 1er août 1946                               | Maison de la Chouette |
| Maison                                                                   | 22 place des Lices                                   | 48° 06′ 48″ nord, 1° 40′ 59″ ouest | « PA00090737 » | inscription                                                                                 | 18 octobre 1962                             | Maison |
| Hôtel Racapé de La Feuillée                                              | 28 place des Lices                                   | 48° 06′ 48″ nord, 1° 41′ 01″ ouest | « PA00090738 » | classement                                                                                  | 22 octobre 1962                             | Hôtel Racapé de La Feuillée |
| Maison                                                                   | 10 place Sainte-Anne                                 | 48° 06′ 50″ nord, 1° 40′ 50″ ouest | « PA00090739 » | inscription                                                                                 | 9 octobre 1962                              | Maison |
| Maison                                                                   | 17 place Sainte-Anne                                 | 48° 06′ 52″ nord, 1° 40′ 53″ ouest | « PA00090740 » | inscription                                                                                 | 9 octobre 1962                              | Maison |
| Maison                                                                   | 18 place Sainte-Anne                                 | 48° 06′ 53″ nord, 1° 40′ 53″ ouest | « PA00090741 » | inscription                                                                                 | 9 octobre 1962                              | Maison |
| Maison, ty anna tavarn                                                   | 19 place Sainte-Anne                                 | 48° 06′ 53″ nord, 1° 40′ 53″ ouest | « PA00090742 » | inscription                                                                                 | 9 octobre 1962                              | Maison, ty anna tavarn |
| An Ti Kozh                                                               | 3 rue Saint-Guillaume                                | 48° 06′ 43″ nord, 1° 40′ 59″ ouest | « PA00090743 » | classement                                                                                  | 20 juillet 1923                             | An Ti KozhAnciennement connue sous le nom « Maison du Guesclin ». |
| Maison des Chevaliers du Saint-Esprit                                    | 5 rue Saint-Sauveur rue de la Psalette               | 48° 06′ 42″ nord, 1° 40′ 57″ ouest | « PA00090744 » | inscription                                                                                 | 4 juillet 1942                              | Maison des Chevaliers du Saint-Esprit |
| Ancienne manécanterie Saint-Pierre ou Maison Saint-Pierre                | 8 rue de la Psalette                                 | 48° 06′ 41″ nord, 1° 40′ 58″ ouest | « PA00090750 » | inscription                                                                                 | 6 juillet 1942                              | Ancienne manécanterie Saint-Pierre ou Maison Saint-Pierre |
| Maison                                                                   | 6 rue Saint-Sauveur                                  | 48° 06′ 53″ nord, 1° 40′ 23″ ouest | « PA00090745 » | inscription                                                                                 | 4 juillet 1942                              | Maison |
| Maison                                                                   | 8 rue Saint-Sauveur                                  | 48° 06′ 53″ nord, 1° 40′ 23″ ouest | « PA00090746 » | inscription                                                                                 | 4 juillet 1942                              | Maison |
| Maison                                                                   | 5 rue Vasselot                                       | 48° 06′ 31″ nord, 1° 40′ 43″ ouest | « PA00090747 » | inscription                                                                                 | 1er octobre 1963                            | Maison |
| Grande-Maison des Carmes                                                 | 34 rue Vasselot                                      | 48° 06′ 31″ nord, 1° 40′ 37″ ouest | « PA00090748 » | inscription                                                                                 | 22 mars 1930                                | Grande-Maison des Carmes |
| Maison                                                                   | 6 rue Saint-Yves                                     | 48° 06′ 39″ nord, 1° 40′ 56″ ouest | « PA00090749 » | inscription                                                                                 | 8 mai 1933                                  | Maison |
| Opéra de Rennes, théâtre et immeubles dits Galeries du Théâtre           | 5 place de la Mairie rue de Coëtquen rue de Brilhac  | 48° 06′ 40″ nord, 1° 40′ 43″ ouest | « PA00090754 » | classement                                                                                  | 13 décembre 1961                            | Opéra de Rennes, théâtre et immeubles dits Galeries du Théâtre |
| Hôtel de Marbeuf                                                         | 1 rue du Général-Maurice-Guillaudot                  | 48° 06′ 49″ nord, 1° 40′ 32″ ouest | « PA35000035 » | inscription                                                                                 | 11 mai 2009                                 | Hôtel de Marbeuf |
| Jeu de paume                                                             | 12 rue Saint-Louis                                   | 48° 06′ 51″ nord, 1° 40′ 57″ ouest | « PA35000045 » | inscription                                                                                 | 23 juillet 2012                             | Jeu de paume |
| École nationale supérieure agronomique de Rennes                         | 65 rue de Saint-Brieuc                               | 48° 06′ 49″ nord, 1° 42′ 23″ ouest | « PA35000048 » | inscription,                                                                                | 22 octobre 2013                             | École nationale supérieure agronomique de Rennes |
| Ancienne prison Saint-Michel                                             | 4, 5, 7, allée Rallier-du-Baty                       | 48° 06′ 46″ nord, 1° 40′ 51″ ouest | « PA35000062 » | inscription                                                                                 | 26 juin 2014,                               | Ancienne prison Saint-Michel |
| Piscine Saint-Georges                                                    | 2 rue Gambetta                                       | 48° 06′ 44″ nord, 1° 40′ 28″ ouest | « PA35000077 » | classement                                                                                  | 26 octobre 2016                             | Piscine Saint-Georges |
| Remparts de Rennes entre la place du Maréchal Foch et la rue de Juillet  |                                                      | 48° 06′ 41″ nord, 1° 41′ 06″ ouest | « PA35000085 » | inscription                                                                                 | 15 octobre 2018                             | Remparts de Rennesentre la place du Maréchal Foch et la rue de Juillet |
| Ancien poste central de la gare ferroviaire de Rennes                    | 24 boulevard Beaumont                                | 48° 06′ 12″ nord, 1° 40′ 25″ ouest | « PA35000088 » | inscription                                                                                 | 30 janvier 2020                             | Ancien poste central de la gare ferroviaire de Rennes |

## Mobilier
Selon la base Palissy, il y a 163 objets MH à Rennes.
| Monument historique                                                    | Localisation            | Protection              | Date de la protection            | Référence            | Photo |
| ---------------------------------------------------------------------- | ----------------------- | ----------------------- | -------------------------------- | -------------------- | ----- |
| Orgue (buffet)                                                         | Basilique Saint-Sauveur | classé                  | 23 juillet 1962, 30 octobre 1989 | Notice no PM35001009 |       |
| Orgue (buffet)                                                         | Basilique Saint-Sauveur | classé                  | 23 juillet 1962                  | Notice no PM35000467 |       |
| Orgue (partie instrumentale)                                           | Basilique Saint-Sauveur | classé                  | 30 octobre 1989                  | Notice no PM35000470 |       |
| La mise au tombeau (par le Guerchin)                                   | Basilique Saint-Sauveur | classement/déclassement | 25 octobre 1919                  | Notice no PM35000896 |       |
| La multiplication des pains                                            | Basilique Saint-Sauveur | classement              | 23 avril 1981                    | Notice no PM35000500 |       |
| Vierge à l’Enfant                                                      | Basilique Saint-Sauveur | classement              | 15 avril 1966                    | Notice no PM35000469 |       |
| Le vœu des habitants de Rennes à Notre-Dame-de-Bonne-Nouvelle          | Basilique Saint-Sauveur | classement              | 15 avril 1966                    | Notice no PM35000468 |       |
| chaire (1781, ferronnerie de Albéric Graapensberger par Jean Guilbert) | Basilique Saint-Sauveur | classement              | 23 juillet 1962                  | Notice no PM35000466 |       |
| autel et baldaquin (1768, Albéric Graapensberger)                      | Basilique Saint-Sauveur | classement              | 23 juillet 1962                  | Notice no PM35000465 |       |
| clôture des fonts baptismaux (1780 par Jean Guilbert)                  | Basilique Saint-Sauveur | classement              | 28 février 1948                  | Notice no PM35000464 |       |
| Vierge à l’Enfant                                                      | Cathédrale Saint-Pierre | classement              | 10 mai 1995                      | Notice no PM35000890 |       |
| châsse                                                                 | Cathédrale Saint-Pierre | classement              | 17 juin 1901                     | Notice no PM35000869 |       |
| La résurrection de Lazare (copie de Jouvenet)                          | Église Toussaints       | classement              | 10 mars 1994                     | Notice no PM35000499 |       |
| La pêche miraculeuse (copie de Jouvenet)                               | Église Toussaints       | classement              | 23 avril 1981                    | Notice no PM35000498 |       |
| Jésus chassant les marchands du temple (copie de Jouvenet)             | Église Toussaints       | classement              | 23 avril 1981                    | Notice no PM35000497 |       |
| Le repas chez Simon le pharisien (copie de Jouvenet)                   | Église Toussaints       | classement              | 23 avril 1981                    | Notice no PM35000496 |       |

## Anciens monuments historiques
| Monument               | Adresse                  | Coordonnées                        | Notice         | Protection      | Date      | Illustration           |
| ---------------------- | ------------------------ | ---------------------------------- | -------------- | --------------- | --------- | ---------------------- |
| Passage des Carmélites | 2 passage des Carmélites | 48° 06′ 54″ nord, 1° 40′ 45″ ouest | « PA00090704 » | Inscrit Détruit | 1969 1972 | Passage des Carmélites |